# Friedrich-Bödecker-Kreis
Der Friedrich-Bödecker-Kreis ist eine Vereinigung, die sich der Leseförderung widmet. Der Name erinnert an den Pädagogen Friedrich Bödecker. Die Mitglieder gehören den jeweiligen Landesverbänden an, die in allen deutschen Bundesländern bestehen. Der Bundesverband mit Sitz in Magdeburg übernimmt vor allem koordinierende Aufgaben.

## Geschichte
1953 wurde in Hannover die Arbeitsgemeinschaft Buch, Film, Fernsehen gegründet. 1954 wurde sie nach ihrem Mitbegründer in Friedrich-Bödecker-Kreis Hannover e. V. umbenannt. Der niedersächsische Pädagoge Friedrich Bödecker hatte schon in den 1920er Jahren Autoren in die Schulen eingeladen.
In den 1970er und 1980er Jahren wurden in allen Ländern der damaligen Bundesrepublik Deutschland selbständige Landesverbände gegründet. Nach der Vereinigung Deutschlands entstanden auch in den neuen Bundesländern Landesverbände.

## Aufgaben und Ziele
Die Landesverbände veranstalten Autorenbegegnungen vor allem in Schulen. Darüber hinaus organisieren sie Ausstellungen von Kinder- und Jugendbüchern, Jugendbuchwochen und Fachtagungen.
Alle zwei Jahre wird der Friedrich-Bödecker-Preis vergeben.

## Tätigkeit
In den 2000er Jahren wurden jährlich über 6000 Lesungen für über 240.000 Schüler in Deutschland durchgeführt.

## Autorendatenbank
Über die Jahre hin gab der Verein ein Verzeichnis der Autoren heraus, die für Begegnungen in Schulen zur Verfügung stehen. Jetzt ist es im Internet verfügbar und verzeichnet 555 Autoren (Stand: September 2023).